# Gmina Sękowa
Die Gmina Sękowa ist eine Landgemeinde im Powiat Gorlicki der Woiwodschaft Kleinpolen in Polen. Ihr Sitz ist das gleichnamige Dorf.

## Gliederung
Zur Landgemeinde (gmina wiejska) Sękowa gehören folgende 11 Dörfer mit einem Schulzenamt:
Bartne
Bodaki
Krzywa
Małastów
Męcina Mała
Męcina Wielka
Owczary
Ropica Górna
Sękowa
Siary
Wapienne
Weitere Ortschaften der Gemeinde sind Banica, Długie, Czarne, Jasionka, Lipna, Nieznajowa, Pętna, Radocyna und Wołowiec.